# Matjasz ze Zboisk
Matjasz ze Zboisk, (łac. Mathiasch de Boyska), Matjasz Czarny (łac. Mathias Niger), Matiasz z Tyrawy "zupparius salis de Tirawa" – szlachcic polski herbu Gozdawa. Właściciel żup solnych i młyna w Tyrawie, asesor sądu grodzkiego w Sanoku - 14 października 1424, drugi po staroście. 
Syn Piotra.
W 1419 król Władysław Jagiełło nadał mu za zasługi wieś Brzozowa zwaną także Lobetanz. 
Potomstwo Matjasza:
- Piotr ze Zboisk r. 1434-1465
- Jerzy Matiaszowicz Bal
- Jan Bal z Nowotańca, r. 1462
- Helena Balówna m. zamężna z Marcinem ze Smolic r. 1440
- Małgorzata Balówna r. 1435
- Jadwiga Balówna r. 1435 m. zamężna Mikołajem z Pobidna